# Cidia Chissungo

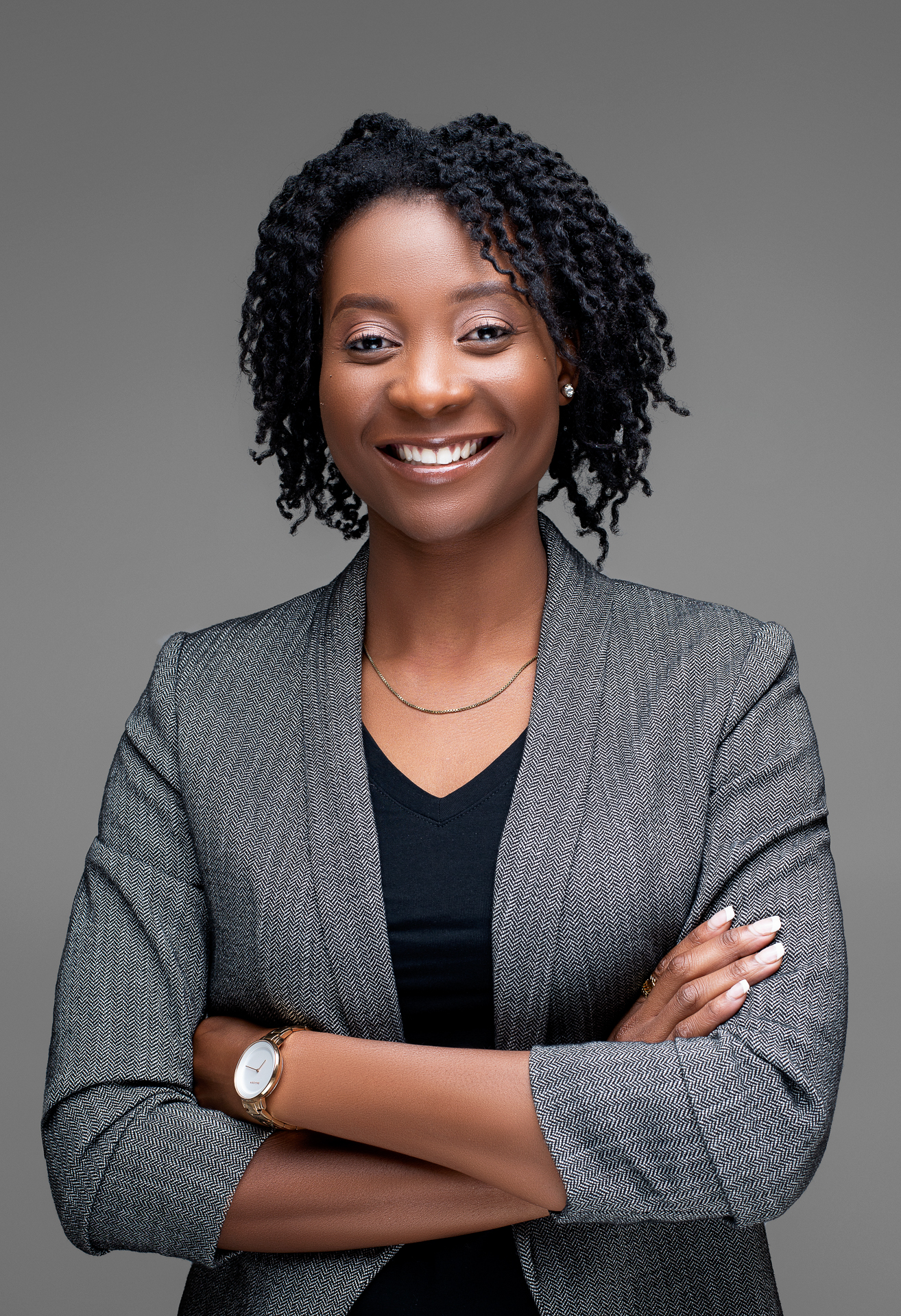
Cídia Chissungo

Cídia Alcido Chissungo (Maputo, 16 de Fevereiro de 1996), é uma activista, mentora de desenvolvimento profissional e criadora de conteúdos moçambicana. Lidera movimentos e campanhas pelos direitos humanos, tendo fundando aos 19 anos, o Movimento Activista Moçambique e poucos anos depois foi eleita para o conselho de direção do Movimento Pan-Africano Africans Rising pela Justiça, Paz e Dignidade. Em 2018, criou e liderou a Campanha de Solidariedade Nacional por Cabo Delgado, alvo de ataques terroristas desde 2017.

## Percurso académico
Cídia frequentou de 1ª a 5ª classe na Escola Primária 25 de Junho, e o Centro de Formação Profissional Dom Bosco da 6ª a 12ª classe. Em 2013 ingressou na Universidade Eduardo Mondlane, no curso de Organização e Gestão de Educação, tendo concluído o grau de licenciatura em 2018. Actualmente frequenta o curso de Mestrado em Gestão e Avaliação de Educação na UEM.

## Carreira
O seu percurso no associativismo estudantil começou em 2013, ainda aos 17 anos, quando se juntou à Associação dos estudantes universitários da UEM, onde chegou a ser Vice-Presidente. Depois de se ter dedicado ao associativismo estudantil, em Maio de 2015 começou a sua história no activismo, após uma Formação para Formadores de Activistas, que teve lugar no Nairobi Global Platform, no Quénia. Depois do treinamento no Quénia, voltou para Moçambique decidida a estabelecer o Movimento Activista Moçambique em parceria com a Actionaid Moçambique, e conquistar mais jovens para as causas sociais.
Cidia começou por desenvolver treinamentos em áreas de Liderança, Intervenção Social, Postura Profissional e Empreendedorismo, o que veio a designar (LIPE), para preparar melhor os jovens nessas áreas, para que por sua vez integrassem na iniciativa activista de forma voluntária e responsável. A Formação em LIPE, que inicialmente visava atrair jovens para causas sociais, acabou se tornando num treinamento de jovens que decidem não só abraçar as causas sociais, mas começar negócios e enquadrar-se no mercado de trabalho, uma espécie de ritos de iniciação para a vida social e profissional.[carece de fontes?]
Através da LIPE, que se realizou em quase todas províncias de Moçambique, vários jovens juntaram-se ao Movimento Activista Moçambique. Liderado por Cídia de 2015 a 2017, o Movimento Activista tornou-se um defensor de causas sociais em Moçambique, com fortes ligações com activistas de vários países, especialmente angolanos.[carece de fontes?]
Formada em educação, liderou projectos que visavam chamar atenção da sociedade sobre a importância de mudar a actual condição das crianças na escola. Cídia coordenou o “Projecto Bunhiça”  que através de colecta de 1 metical na província de Maputo conseguiu remover 150 crianças do chão, através da construção de salas de aula. Outros projectos dessa natureza foram desenvolvidos, e liderou outra iniciativa que permitiu ajudar mais de 900 crianças que estudavam debaixo de árvores.[carece de fontes?]
Após dois anos na liderança do Movimento Activista,  Cídia Chissungo decidiu terminar o seu mandato e através de uma assembleia foi aprovado um estatuto e a eleição de um novo líder para o Movimento em 2017. Aly Caetano foi eleito novo líder[carece de fontes?]
Em 2018, ficou em primeiro lugar na eleição continental para o Africans Rising pela Justiça, Paz e Dignidade, onde durante dois anos defendeu interesse de africanos no continente e na diáspora, incluindo Inglaterra e Brasil.[carece de fontes?]
A nível do continente, Cídia já teve a oportunidade de visitar a África do Sul, Eswatine, Zâmbia, Tanzânia, Quénia, Etiópia, Gambia e Senegal, entre outros países por onde apenas passou em missões curtas de trabalho. [carece de fontes?]
Além de activista, Cídia é empreendedora. Criou e registou oficialmente sua própria empresa GILLIPE aos 21 anos, em 2017, onde se dedica à consultoria e treinamentos nas áreas de Liderança, Intervenção Social, Postura Profissional e Empreendedorismo, tenho formado milhares de jovens estudantes universitários em busca de novas oportunidades e profissionais já integrados no mercado de trabalho. [carece de fontes?]
Nos finais de 2018, através de um texto no Facebook, Cídia deu início aquela que ficou conhecida como campanha #CaboDelgadoTambémÉMoçambique a maior campanha de solidariedade com a Província de Cabo Delgado, com o objectivo de quebrar o silêncio sobre os ataques terroristas, onde exigia mais empatia da sociedade e do governo sobre a questão.
De 2018 a 2020, Cídia e outros activistas independentes e muito em particular o Activista Moçambique, mobilizaram o país inteiro e a comunidade internacional para buscar ajuda para os deslocados internos. Tendo recolhido a nível nacional várias toneladas de mantimentos que foram alocados a província de Cabo Delgado e Nampula, sob sua coordenação. Para além de coordenar o apoio o humanitário por parte dos jovens, Cídia liderou também as campanhas pela libertação dos jornalistas que constantemente eram detidos em Cabo Delgado por reportar sobre as atrocidades perpetuadas pelos terroristas. As suas ações e as de vários outros activistas, inspiraram outros movimentos e organizações juvenis e não só, a prestar apoio a província de Cabo Delgado, algo que até antes de 2019 somente era feita por organizações religiosas.[carece de fontes?]
Em 2019, a quando da passagem do Ciclone Idai pela zona centro do país, que deixou um grande rastro de destruição principalmente na cidade de Beira, a activista liderou a Central de Apoio para apoiar as pessoas na criação de postos de recolha de donativos para apoiar as vítimas e também providenciar informações sobre as diferentes campanhas que aconteciam no país, incluindo o movimento “Unidos por Beira “.[carece de fontes?]
Em Outubro de 2019, Cídia foi um dos rostos da campanha de libertação de 18 jovens ilegalmente detidos na província de Gaza quando observavam as mesas de votação dos seus partidos, caso que ficou publicamente conhecido como #Gaza18
Em Maio de 2019, Cídia foi contratada pela Be Girl Mozambique como Gestora de Programas. Em quatro meses foi promovida a Directora de Impacto Social, cargo que ocupa até hoje, dedicando-se a levar dignidade menstrual sustentável para raparigas e educação menstrual tanto para raparigas assim como rapazes. De 2019 até os dias de hoje, contabilizam-se milhares de adolescentes educados sobre a matéria, incluindo uma pesquisa que liderou, envolvendo 2,000 adolescentes de Maputo e Zambézia.